# Monkey Hill
Monkey Hill es una localidad de San Cristóbal y Nieves en la parroquia de Saint Peter Basseterre.
Se ubica a una altitud de 120 m sobre el nivel del mar.
Según estimación 2010 cuenta con una población de 753 habitantes.